# 1. Division (Schach) 1996/97
Die Saison 1996/97 war die 35. Spielzeit der 1. Division, der damals höchsten Spielklasse der dänischen Mannschaftsmeisterschaft im Schach. 
Nach 5 von 7 Runden lagen der Titelverteidiger Skakklubben K41 und der Skakklubben Sydøstfyn vor dem Espergærde Skakklub in Führung, durch einen 8:0-Kantersieg gegen das Schlusslicht Nordre Skakklub übernahm jedoch Espergærde die Tabellenspitze und behauptete diese auch in der letzten Runde.
Aus der 2. Division waren die Brønshøj Skakforening und der Nordre Skakklub aufgestiegen; beide mussten chancenlos wieder absteigen.
Zu den gemeldeten Mannschaftskadern siehe Mannschaftskader der 1. Division (Schach) 1996/97.

## Spieltermine
Die Wettkämpfe wurden ausgetragen am 3., 16. und 17. November 1996, 12. Januar 1997, 2. Februar 1997 sowie am 15. und 16. März 1997.

## Abschlusstabelle
| Pl. | Verein                    | Sp | G | U | V | Brett-P.  | MP   |
| --- | ------------------------- | -- | - | - | - | --------- | ---- |
| 01. | Espergærde Skakklub       | 7  | 5 | 1 | 1 | 35,0:21,0 | 11:3 |
| 02. | Skolernes Skakklub        | 7  | 5 | 1 | 1 | 32,5:23,5 | 11:3 |
| 03. | Skakklubben K41 (M)       | 7  | 5 | 0 | 2 | 31,0:25,0 | 10:4 |
| 04. | Skakklubben Sydøstfyn     | 7  | 3 | 1 | 3 | 30,0:26,0 | 7:7  |
| 05. | Århus Skakklub            | 7  | 3 | 1 | 3 | 30,0:26,0 | 7:7  |
| 06. | SK 1934 Nykøbing          | 7  | 3 | 1 | 3 | 26,5:29,5 | 7:7  |
| 07. | Brønshøj Skakforening (N) | 7  | 0 | 1 | 6 | 20,0:36,0 | 1:13 |
| 08. | Nordre Skakklub (N)       | 7  | 1 | 0 | 6 | 19,0:37,0 | 2:12 |

### Entscheidungen
|     | Dänischer Mannschaftsmeister: Espergærde Skakklub                    |
|     | Absteiger in die 2. Division: Brønshøj Skakforening, Nordre Skakklub |
| (M) | Meister der letzten Saison                                           |
| (N) | Aufsteiger der letzten Saison                                        |

### Kreuztabelle
| Ergebnisse | Ergebnisse            | 01. | 02. | 03. | 04. | 05. | 06. | 07. | 08. |
| ---------- | --------------------- | --- | --- | --- | --- | --- | --- | --- | --- |
| 01.        | Espergærde Skakklub   |     | 3½  | 4½  | 5   | 4½  | 5½  | 4   | 8   |
| 02.        | Skolernes Skakklub    | 4½  |     | 5½  | 4   | 2   | 6½  | 5   | 5   |
| 03.        | Skakklubben K41       | 3½  | 2½  |     | 5   | 5½  | 5½  | 4½  | 4½  |
| 04.        | Skakklubben Sydøstfyn | 3   | 4   | 3   |     | 4½  | 3½  | 6   | 6   |
| 05.        | Århus Skakklub        | 3½  | 6   | 2½  | 3½  |     | 4   | 5½  | 5   |
| 06.        | SK 1934 Nykøbing      | 2½  | 1½  | 2½  | 4½  | 4   |     | 5½  | 6   |
| 07.        | Brønshøj Skakforening | 4   | 3   | 3½  | 2   | 2½  | 2½  |     | 2½  |
| 08.        | Nordre Skakklub       | 0   | 3   | 3½  | 2   | 3   | 2   | 5½  |     |

## Die Meistermannschaft
| 1. | Espergærde Skakklub |
| Abgebildet sind sechs Schachfiguren. In Weiß: König, Läufer und Bauer. In Schwarz: Dame, Turm und Springer. | Nikolaj Borge, Bjarke Kristensen, Tobias Christensen, Tomas Hutters, Tim Jaksland, Steen Skovlund Larsen, Esben Ejsing, Lars Bo Olsen. |